# Décompacteur

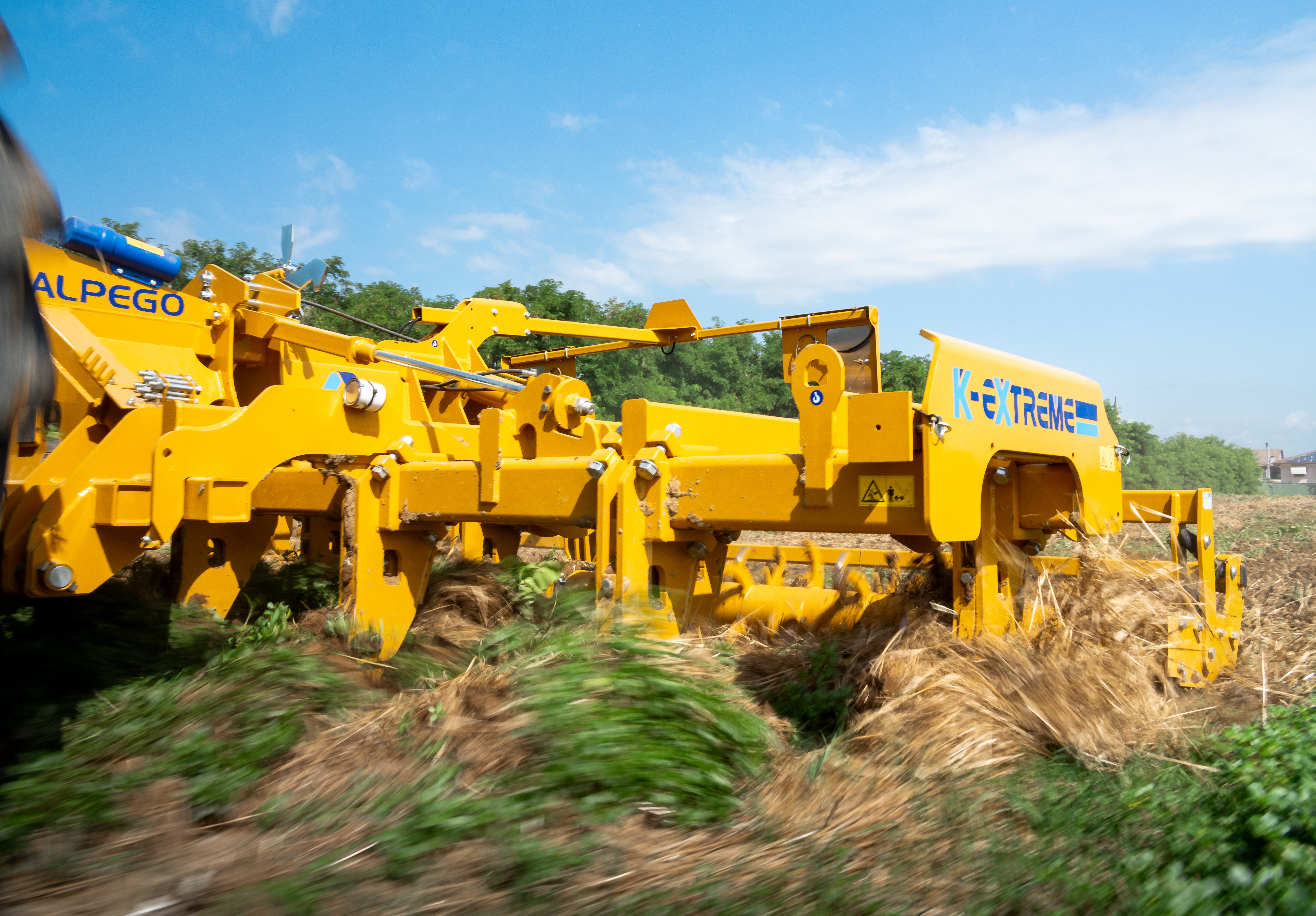
Décompacteur avec trains de herses roulantes à l'arrière au travail.

Un décompacteur, est un outil agricole tracté utilisé pour le travail profond du sol. Il est destiné à décompacter (aérer les sols trop compactés) et à casser les semelles de labour quand elles existent. Contrairement à la charrue, il ne retourne pas la couche travaillée. Le décompactage est une opération optionnelle d'ameublissement réalisée si la terre est tassée en profondeur.
Le décompacteur est généralement équipé de dents rigides, le plus souvent droites appelées « dents chisel » d'où son appellation occasionnelle de chisel.
Le décompactage précède donc, si besoin, les autres opérations d'ameublissement du sol ; il est proche du sous-solage.

## Terminologie

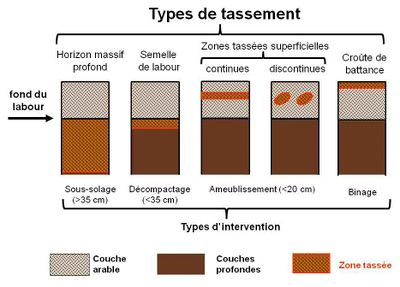
Types de compaction du sol et interventions-types pour y remédier d'après Gérard Trouche (INRAE).

Classiquement les agronomes distinguent décompactage et sous-solage : une sous-soleuse travaille à environ 50 cm de profondeur et présente un dégagement sous bâti d'environ 90 cm ; ces chiffres sont respectivement d'environ 35 et 70 cm pour un décompacteur,. La différence entre décompacteur et sous-soleuse reste cependant subjective dépendant de l'objectif recherché et elle s'amenuise avec l'utilisation de tracteurs très puissants capables de mettre en œuvre le même outil à des profondeurs très variées, pourvu qu'il ait la robustesse appropriée. En français le terme sous-soleuse est préféré pour le travail très profond mais il a aussi été utilisé pour désigner des charrues de grande dimension. En anglais subsoiler peut désigner aussi bien un décompacteur qu'une sous-soleuse.
Les outils à fortes dents montés quasi à demeure à l'arrière d'un bulldozer, d'un tracteur à chenilles ou d'un chargeur de chantier sont qualifiés de défonceuse ou de ripper bien qu'ils puissent aussi être utilisés en décompactage agricole ou forestier. Ce travail peut aussi être effectué dans le but de ramener en surface des pierres ou des racines encombrantes avant collecte, dans ce cas, les dents doivent être recourbées et l'outil peut être appelé « extirpateur ».

## Description

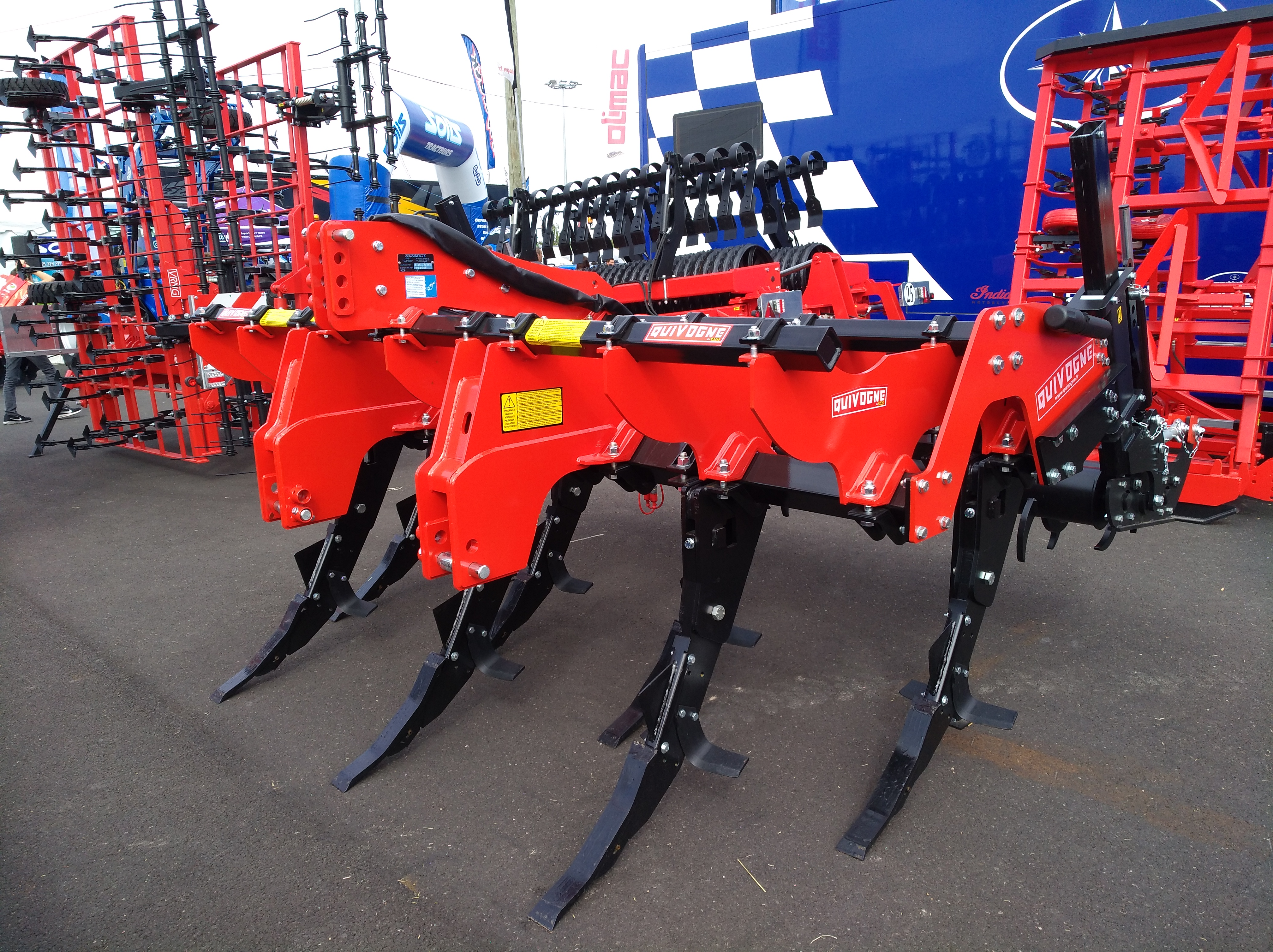
Sous-soleuse avec trains de herses roulantes à l'arrière. Les dents sont munies de socs à ailettes et incurvées pour faciliter le terrage ou éventuellement remonter en surface des encombrants.

Un décompacteur est un outil tracté composé de dents en acier écartées de 60 à 80 centimètres, pourvues d'un soc et montées sur un bâti en acier. La profondeur de travail varie de 30 à 40 centimètres en fonction de la zone à décompacter. Les dents peuvent être munies d'un système automatique d'effacement pour la sécurité de l'outil.

## Utilisation
Le décompactage est une technique optionnelle de travail du sol, le travail profond n'étant pas nécessaire lorsqu'il n'y a pas de semelle de labour ou de zone profonde compactée. Puisqu'il n'y a pas retournement de la terre, le décompactage fait aussi partie des techniques de pseudo-labour profond et est occasionnellement associé aux techniques de culture simplifiées.

### Décompactage
Les dents s'enfoncent profondément dans la terre pour aérer le sol en le soulevant, mais sans retourner les horizons pédologiques.
Chaque dent peut être munie d'un soc, parfois d'un soc spécial dit « dent Jallu » ayant une triple fonction : 
- fendre la terre (sans la retourner) ;
- casser la semelle de labour avec une pointe triangulaire perpendiculaire à la lame qui fend le sol ;
- disloquer pour l'ameublir la semelle de labour et le bas de la couche antérieurement labourée, grâce à partie arrière de la pointe élargie en forme d'aileron.

Le décompacteur en fragmentant le sol tassé ou asphyxié en profondeur permet aux racines d'y pénétrer à nouveau et de mieux s'y développer, échappant ainsi aux effets de sécheresse de surface ; la répartition de la matière organique n'est pas modifiée comme avec le labour.
En technique culturale simplifiée l'abandon du système de culture traditionnel (labour) peut imposer de travailler occasionnellement le sol en profondeur.
Le décompacteur peut être utilisé combiné à une herse rotative pour ne faire qu'un passage au lieu de deux et ainsi économiser du fioul et diminuer l'impact du tassement par le tracteur.
Pour être efficace, le décompactage doit être effectué en période sèche, c'est-à-dire en été en Europe.
Des outils spéciaux ont été adaptés aux zones plus humides ou plus sèches (Sahel par exemple, où le labour est impossible et où la traction animale ne permet pas de disposer de la puissance d'un tracteur dont le poids pourrait par ailleurs dégrader les sols superficiels fragiles et pauvres).

### Défonçage

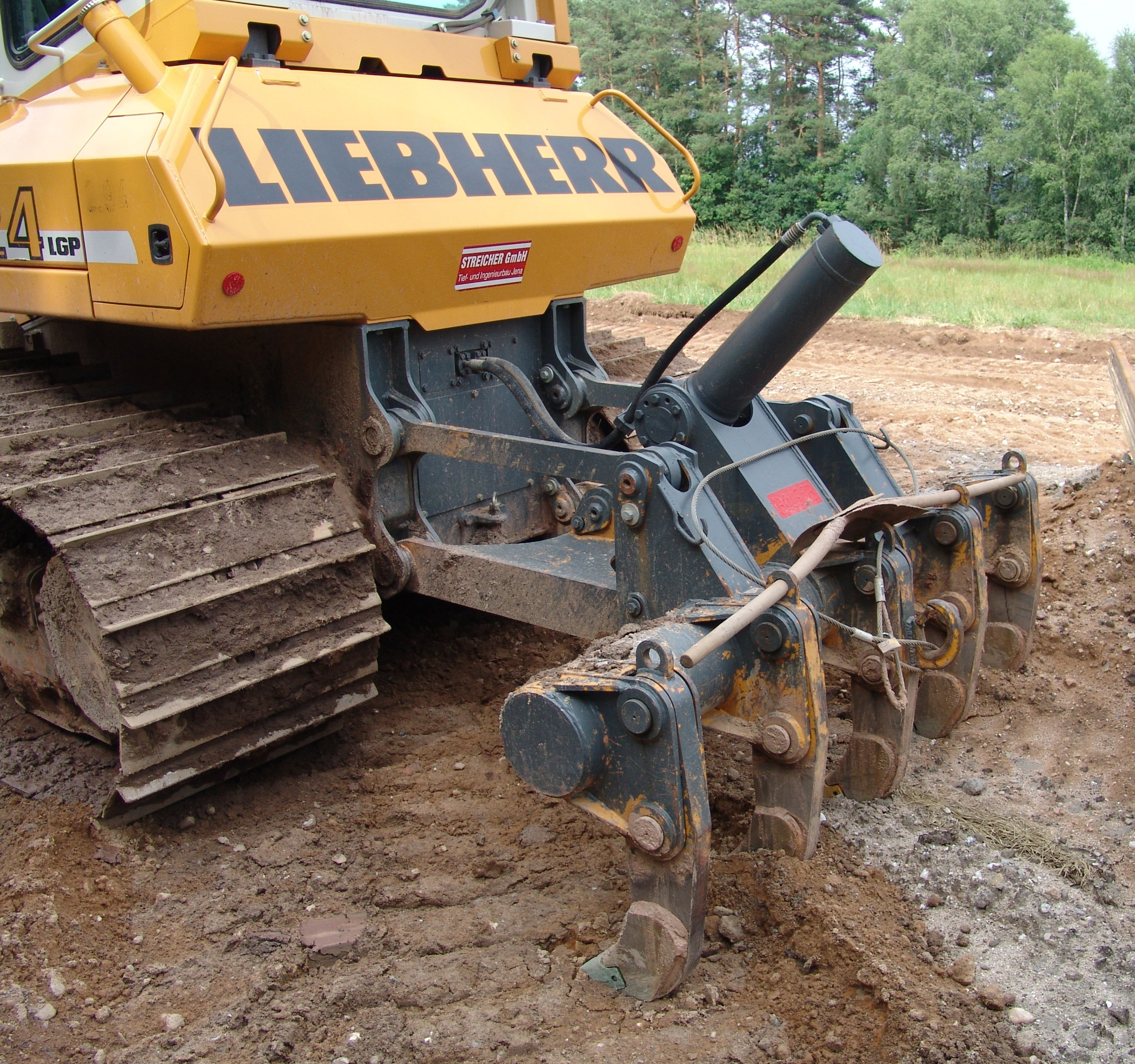
Ripper à cinq dents sur un chenillard.

Le défonçage ou défoncement est une opération similaire au décompactage mais on emploie ce terme lorsqu'il s'agit de préparer le terrain sur une profondeur importante pour la mise en place de cultures ligneuses pérennes comme la vigne, les houblonnières, les vergers, les haies ou la production forestière. Le défonçage peut être réalisé avec un décompacteur, une sous-soleuse ou un ripper suivant les besoins.

## Prévention
L'origine du compactage peut être la trop forte pression exercée par les engins agricoles lors du passage sur les terres. Pour éviter une compression du sol à plus de 30 cm de profondeur, il est nécessaire de ne pas dépasser les 6 tonnes par essieu sur sol humide, ou 10 tonnes sur sol sec. Le compactage est beaucoup plus important au premier passage d'un engin (70%), les passages suivants au même endroit causent aussi des dégâts mais moins importants.
Le compactage des sols a pour conséquence de réduire le volume des racines. Cela a un impact important sur les rendements agricoles qui peuvent décroître de près de 30% dans le blé.

## Entretien
Le décompacteur demande peu d'entretien : remplacement des socs usagés, graissage des axes de herses ou de rouleaux. Pour l'hivernage, il est conseillé de le nettoyer et d'enduire de graisse les dents avant de le mettre à l'abri pour éviter qu'il rouille.